# Ivajlo
Ivajlo (bolgarsko Ивайло, Ivajlo) z vzdevkom Bardokva (v bolgarščini redkev ali solata) ali Lahanas (iz grškega  λαχανᾶς, zelje) je bil vodja velikega kmečkega upora in leta 1278–1279 car Drugega bolgarskega cesarstva, * ni znano, † 1280.
Leta 1277 je vodil kmečki upor in prisilil bolgarsko plemstvo, da ga prizna za cesarja. Med svojo kratko vladavino je večkrat premagal Bizantince in Mongole, zaradi zunanjih in notranjih sovražnikov, med katere je spadalo tudi bolgarsko plemstvo, pa je bil prisiljen na beg k Mongolom, kjer se je prestavljal kot odstavljen vazal.  Mongoli so ga kot sovražnika bizantinskega cesarja Mihaela VIII. Paleologa leta 1280 ubili.

## Življenje
Po nekaterih virih je bil v mladosti skromen svinjski pastir, po drugih pa kmet brez lastne zemlje. Domnevno je imel videnja, ki so temeljila na srednjeveški krščanski tradiciji, v katerih se je izkazal z velikimi dejanji in rešil Bolgarijo iz težav, predvsem pogostih vdorov  Mongolov Nogaj kana iz Zlate horde. Leta 1277 je začel besede pretvarjati v dejanja in prevzel vodstvo vojske, sestavljene predvsem iz nezadovoljnih kmetov. Med njegovimi bližnjimi pristaši in vojaškimi poveljniki je bil Hranislav, ki je bil kasneje ujet in prestopil v bizantinsko vojsko. Poskus bolgarskega monarha Konstantina Tiha, da bi ukrotil Ivajlovo vojsko, je v celoti propadel in se končal s Konstantinovo smrtjo.
Na čelu svoje kmečke vojske je osvojil velik del države, prestolnica Tǎrnovo (ali Tǎrnovec) pa je ostala trdno v rokah novega carja Mihaela Asena II. in njegove matere Marije Kantakuzene. Osvojil jo je šele po dolgotrajnem obleganju leta 1279. Kljub zmagi nad Mongoli na severu je začel do mongolskega kaganata voditi bolj spravljivo politiko in si prizadeval dobiti vazalni položaj. 
Ivajlovi uspehi so povzročali težave tudi bizantinskemu cesarju Mihaelu VIII. Paleologu. Potencialno nevarnost  je poskušal odpraviti najprej s sklenitvijo  zavezništva z Ivajlom in mu za ženo ponudil svojo hčerko. Kasneje je spremenil svoj načrt in svojo najstarejšo hčerko Ireno poročil z Ivanom Asenom III., potomcem bolgarske vladarske dinastije, ki je živel na bizantinskem dvoru, in poslal vojsko, da bi ga ustoličila. 
Njegov poskus je imel za posledico zavezništvo Ivajla s cesarjevo vdovo  Marijio Kantakuzeno in poroko z njo. Leta 1278 so ga priznali za bolgarskega cesarja. Marijinega mladoletnega sina Mihaela Asena III. niso niti odstavili niti razdedinili.
Ivajlo se je izkazal kot nasilen soprog, ki je pretepal svojo ženo, po drugi strani pa je uspešno branil prelaze preko Stare planine (Balkan) pred bizantinsko vojsko, ki je poskušala ustoličiti Ivana Asena III., in odbijal občasne vdore Mongolov. Leta 1279 ga je mongolska vojska blokirala v trdnjavi Drastar (Silistra) na Donavi in ga tri mesece oblegala. Govorice o njegovi smrti so v Tǎrnovem povzročile paniko. Plemstvo se je vdalo novi bizantinski vojski in sprejelo Ivana Asena III. za svojega cesarja. Po njegovem ustoličenju so Marijo Kantakuzeno in Ivana Asena II. izgnali v Konstantinopel. 
Kmalu zatem se je leta 1279 pred Tǎrnovem nenadoma pojavil Ivajlo s svojo vojsko, vendar mu dobro utrjenega mesta ni uspelo osvojiti. Na balkanskih prelazih je klub temu porazil veliko bizantinsko vojsko, ki je prihajala na pomoč obleganemu mestu, in nato še eno, ki je štela 5.000 mož. Ivan Asen III. je zaradi brezupnega položaja leta 1280 pobegnil iz Tǎrnovega, prestol pa si je prilastil njegov svak Jurij I. Terter. Novi vladar je začasno združil strankarsko aristokracijo in Ivajlo je postopoma izgubil podporo. Leta 1280 ali 1281 je odpotoval v mongolskemu kanu Nogaju, sprejel njegovo nadoblast in iskal podporo za ponoven vzpon na prestol. Z Nogajem se je istočasno pogajal tudi Ivajlov rival Ivan Asen III., ki se je tudi poskušal vrniti na izgubljeni prestol. Nogaj se je nazadnje odločil za Ivana Asena III., ki je bil njegov svak, in Ivajla umoril.
Ivajlov upor je bil prvi veliki kmečki upor v evropski zgodovini, ki se je končal z restavracijo oblasti bolgarske aristokracije.

## Družina
V zakonu z Marijo Kantakuzeno je imel hčerko, katere ime ni znano. Rojena je bila po letu 1279, ko so njeno nosečo mater ujeli Bizantinci in jo izgnali v Konstantinopel.

## Zanimivost
Po Ivajlu se imenuje Ivajlov zaliv na Snow Islandu v Južnih šetlandskih otokih na Antarktiki. 